# メイショウバトラー
メイショウバトラーは日本の競走馬。馬名の由来は冠名の「メイショウ」と戦士、闘士を意味する「バトラー」からである。屈腱炎を克服し10歳まで現役を続け、通算重賞勝利数10勝をあげるなど、息の長い活躍をした競走馬である。

## 戦績
2003年、デビューは遅く3歳の6月だった。2戦目のダートの未勝利戦で勝利し初勝利を挙げる。その後芝のレースに転向し3戦2勝、2着1回という成績で条件馬の身分ながら果敢にも秋華賞へ出走するが、7番人気で7着、さらにエリザベス女王杯にも出走するが、12番人気で12着という結果に終わった。その後のゴールデンホイップトロフィーでは、2番人気で4着、格上挑戦となった阪神牝馬ステークスでは、12番人気で12着という結果に終わった。
2004年、関門橋ステークス（1600万下）では、後に愛知杯を制するメモリーキアヌらを相手に勝利しオープン馬となると、続く小倉大賞典では3番人気に支持されレースに勝利し重賞初勝利を挙げる。その後は中距離路線の重賞で2着4回、3着1回と好走するも勝利する事はなかった。
2005年、右前屈腱炎を発症し療養の為この1年を棒に振ることとなる。
2006年、復帰戦となったダートの欅ステークスでは、12番人気で12着となるも、休養明け2戦目のプロキオンステークスでは、7番人気だったがレースに勝利し、復活を果たした。その後サマーチャンピオン、シリウスステークスと重賞を3連勝し完全復活を証明し、JBCマイルに出走し、ブルーコンコルドには敗れはしたものの2着となった。しかし、ジャパンカップダートでは6番人気で12着、兵庫ゴールドトロフィーでは1番人気に支持されるも5着という結果に終わった。
2007年、フェブラリーステークスでは、8番人気で10着、黒船賞では1番人気に支持されるも5着となるも、その後のかきつばた記念、さきたま杯、スパーキングレディーカップ、さらにはクラスターカップと重賞を4連勝した。次の東京盃ではリミットレスビッドの2着に敗れ、続く第7回JBCスプリントでは8着だった。次走はクイーン賞に1番人気で出走するも2着、兵庫ゴールドトロフィーでも1番人気になるが3着だった。
2008年、根岸ステークスから始動し6着、続くフェブラリーステークスでも11着と大敗するが、マリーンカップでは8歳牝馬としては史上初となる交流重賞勝ちを収め、健在ぶりをアピールした。その後、かきつばた記念で3着、続くさきたま杯とスパーキングレディーカップで2着、さらにクラスターカップで7着となった。続くマイルチャンピオンシップ南部杯では2着、JBCスプリントでは5着だった。続くジャパンカップダートでは最低人気となり結果も15着とシンガリ負けを喫した。その後、兵庫ゴールドトロフィーに3年連続で出走、人気通りの5着に敗れた。
2009年、交流重賞の黒船賞に出走するが、5着に敗れた。その後、3年連続での出走となったかきつばた記念では6着だったが、50戦目となるマリーンカップで2連覇を達成した。9歳牝馬の交流重賞勝ちは史上初である。続くスパーキングレディーカップとクラスターカップは共に3着に敗れた。その後、2年ぶりに出走した東京盃では見せ場がなく9着に敗れた。続くマイルチャンピオンシップ南部杯ではエスポワールシチーの3着に入った。
2010年、10歳緒戦は5月のさきたま杯で復帰したが、スマートファルコンの9着に敗れた。4年連続での出走となったスパーキングレディーカップでは見せ場なく11着と大敗した。4年連続出走となったクラスターカップでは3番手追走から一瞬先頭に躍り出るもサマーウインドの3着に敗れた。10月のマイルチャンピオンシップ南部杯では中団から追い上げるもオーロマイスターの4着、4年連続出走となったJBCスプリントでは見せ場なく10着と大敗、続くクイーン賞ではミラクルレジェンドの7着、兵庫ゴールドトロフィーでは5着という結果に終わった。その後は出走はなく11歳となった2011年2月26日付で競走馬登録を抹消、生まれ故郷である北海道新ひだか町の三木田明仁牧場で繁殖牝馬となる。

## 競走成績
以下の内容は、netkeiba.comに基づく。
| 競走日     | 競馬場 | 競走名                | 格       | 距離（馬場）  | 頭 数 | 枠 番 | 馬 番 | オッズ （人気） | 着順 | タイム （上り3F） | 着差 | 騎手      | 斤量 [kg] | 1着馬（2着馬）         | 馬体重 [kg] |
| ---------- | ------ | --------------------- | -------- | ------------- | ----- | ----- | ----- | --------------- | ---- | ----------------- | ---- | --------- | --------- | ---------------------- | ----------- |
| 2003.06.21 | 阪神   | 3歳未勝利             |          | ダ1800m（良） | 16    | 4     | 7     | 008.60（3人）   | 02着 | R1:55.0（38.1）   | -0.5 | 0難波剛健 | 53        | ヒーリングヴォイス     | 512         |
| 0000.07.06 | 阪神   | 3歳未勝利             |          | ダ1800m（稍） | 14    | 7     | 11    | 001.70（1人）   | 01着 | R1:53.3（36.9）   | -1.0 | 0難波剛健 | 53        | （イルドゥボーテ）     | 508         |
| 0000.07.26 | 小倉   | 3歳上500万下          |          | 芝1700m（良） | 14    | 8     | 14    | 002.40（1人）   | 01着 | R1:41.3（34.7）   | -0.4 | 0難波剛健 | 51        | （シルクスカイブルー） | 510         |
| 0000.08.24 | 小倉   | 西海賞                | 1000万下 | 芝1800m（良） | 10    | 8     | 10    | 001.90（1人）   | 02着 | R1:48.8（35.1）   | -0.2 | 0難波剛健 | 52        | ベストアルバム         | 504         |
| 0000.09.14 | 阪神   | 野分特別              | 1000万下 | 芝2000m（良） | 12    | 6     | 7     | 004.10（2人）   | 01着 | R2:00.0（36.5）   | -0.0 | 0幸英明   | 52        | （ツルマルヨカニセ）   | 504         |
| 0000.10.19 | 京都   | 秋華賞                | GI       | 芝2000m（良） | 18    | 2     | 4     | 019.00（7人）   | 07着 | R1:59.5（35.2）   | -0.4 | 0武幸四郎 | 55        | スティルインラブ       | 504         |
| 0000.11.16 | 京都   | エリザベス女王杯      | GI       | 芝2200m（良） | 15    | 3     | 4     | 081.7（12人）   | 12着 | R2:12.9（35.4）   | -1.1 | 0武幸四郎 | 54        | アドマイヤグルーヴ     | 504         |
| 0000.12.06 | 阪神   | ゴールデンホイップT   | 1600万下 | 芝2000m（良） | 11    | 4     | 4     | 005.10（2人）   | 04着 | R1:59.4（36.4）   | -0.3 | 0柴田善臣 | 55        | タケハナオペラ         | 500         |
| 0000.12.21 | 阪神   | 阪神牝馬S             | GII      | 芝1600m（良） | 16    | 1     | 2     | 046.4（10人）   | 10着 | R1:34.4（36.2）   | -1.0 | 0四位洋文 | 54        | ファインモーション     | 500         |
| 2004.01.23 | 小倉   | 関門橋S               | 1600万下 | 芝2000m（良） | 10    | 7     | 8     | 003.80（3人）   | 01着 | R2:01.4（37.5）   | -0.2 | 0武幸四郎 | 54        | （エーティーダイオー） | 504         |
| 0000.02.08 | 小倉   | 小倉大賞典            | GIII     | 芝1800m（良） | 15    | 4     | 7     | 005.70（3人）   | 01着 | R1:49.1（35.5）   | -0.9 | 0藤田伸二 | 51        | （オースミコスモ）     | 502         |
| 0000.03.13 | 中山   | 中山牝馬S             | GIII     | 芝1800m（良） | 16    | 8     | 16    | 007.60（3人）   | 04着 | R1:46.3（34.9）   | -0.2 | 0藤田伸二 | 53        | オースミコスモ         | 498         |
| 0000.04.25 | 福島   | 福島牝馬S             | GIII     | 芝1800m（良） | 16    | 3     | 5     | 002.40（1人）   | 08着 | R1:46.9（36.2）   | -0.3 | 0藤田伸二 | 55        | オースミコスモ         | 496         |
| 0000.07.18 | 小倉   | 北九州記念            | GIII     | 芝1800m（良） | 13    | 7     | 10    | 016.90（8人）   | 03着 | R1:44.2（35.2）   | -0.1 | 0佐藤哲三 | 54        | ダイタクバートラム     | 496         |
| 0000.08.15 | 小倉   | 小倉記念              | GIII     | 芝2000m（良） | 11    | 6     | 6     | 004.80（2人）   | 02着 | R1:458.7（35.9）  | -0.2 | 0武幸四郎 | 54        | メイショウカイドウ     | 496         |
| 0000.10.17 | 東京   | 府中牝馬S             | GIII     | 芝1800m（良） | 16    | 8     | 16    | 008.30（3人）   | 02着 | R1:46.2（34.6）   | -0.0 | 0武幸四郎 | 55        | オースミハルカ         | 504         |
| 0000.11.14 | 京都   | エリザベス女王杯      | GI       | 芝2200m（良） | 18    | 5     | 10    | 019.30（6人）   | 08着 | R2:14.2（36.0）   | -0.6 | 0武幸四郎 | 56        | アドマイヤグルーヴ     | 504         |
| 0000.12.11 | 中京   | 中日新聞杯            | GIII     | 芝1800m（良） | 16    | 1     | 2     | 005.20（2人）   | 02着 | R1:46.4（35.6）   | -0.1 | 0武幸四郎 | 56        | プリサイスマシーン     | 504         |
| 0000.12.19 | 阪神   | 阪神牝馬S             | GII      | 芝1600m（良） | 16    | 3     | 5     | 006.80（4人）   | 02着 | R1:34.2（34.6）   | -0.2 | 0武豊     | 55        | ヘヴンリーロマンス     | 502         |
| 2006.05.27 | 東京   | 欅S                   | OP       | ダ1400m（稍） | 16    | 3     | 6     | 045.1（13人）   | 12着 | R1:23.7（36.7）   | -0.8 | 0武幸四郎 | 56        | トウショウギア         | 494         |
| 0000.07.09 | 京都   | プロキオンS           | GIII     | ダ1400m（良） | 16    | 2     | 4     | 018.10（7人）   | 01着 | R1:22.0（35.6）   | -0.4 | 0佐藤哲三 | 55        | （シーキングザベスト） | 504         |
| 0000.08.15 | 佐賀   | サマーチャンピオン    | GIII     | ダ1400m（良） | 11    | 4     | 4     | 001.50（1人）   | 01着 | R1:26.10000000    | -0.0 | 0佐藤哲三 | 55        | （メイショウボーラー） | 490         |
| 0000.09.30 | 中京   | シリウスS             | GIII     | ダ1700m（良） | 15    | 2     | 2     | 003.40（2人）   | 01着 | R1:43.1（37.0）   | -0.2 | 0佐藤哲三 | 56        | （ツムジカゼ）         | 514         |
| 0000.11.02 | 川崎   | JBCマイル             | GI       | ダ1600m（良） | 14    | 3     | 4     | 002.80（2人）   | 02着 | R1:40.0（39.0）   | -0.4 | 0佐藤哲三 | 55        | ブルーコンコルド       | 508         |
| 0000.11.25 | 東京   | ジャパンCダート       | GI       | ダ2100m（良） | 15    | 2     | 2     | 015.10（6人）   | 12着 | R2:10.0（38.0）   | -1.5 | 0佐藤哲三 | 55        | アロンダイト           | 508         |
| 0000.12.28 | 園田   | 兵庫ゴールドT         | GIII     | ダ1400m（重） | 12    | 6     | 8     | 001.20（1人）   | 05着 | R1:27.90000000    | -0.7 | 0佐藤哲三 | 55        | リミットレスビッド     | 513         |
| 2007.02.18 | 東京   | フェブラリーS         | GI       | ダ1600m（不） | 16    | 7     | 14    | 017.20（8人）   | 10着 | R1:35.8（36.8）   | -1.0 | 0O.ペリエ | 55        | サンライズバッカス     | 506         |
| 0000.03.21 | 高知   | 黒船賞                | JpnIII   | ダ1400m（良） | 12    | 7     | 10    | 001.90（1人）   | 05着 | R1:30.1（38.9）   | -1.2 | 0武豊     | 55        | リミットレスビッド     | 508         |
| 0000.05.03 | 名古屋 | かきつばた記念        | JpnIII   | ダ1400m（良） | 11    | 1     | 1     | 005.10（2人）   | 01着 | R1:27.8（39.0）   | -0.3 | 0武豊     | 55        | （サチノスイーティー） | 507         |
| 0000.05.30 | 浦和   | さきたま杯            | JpnIII   | ダ1400m（稍） | 12    | 3     | 3     | 002.90（1人）   | 01着 | R1:26.1（37.7）   | -0.0 | 0武豊     | 55        | （キングスゾーン）     | 508         |
| 0000.07.04 | 川崎   | スパーキングレディーC | JpnIII   | ダ1600m（重） | 14    | 6     | 9     | 001.50（1人）   | 01着 | R1:38.7（38.0）   | -1.2 | 0武豊     | 56        | （レイナワルツ）       | 508         |
| 0000.08.15 | 水沢   | クラスターC           | JpnIII   | ダ1400m（良） | 12    | 7     | 10    | 001.30（1人）   | 01着 | R1:25.70000000    | -0.5 | 0武豊     | 55        | （アグネスジェダイ）   | 510         |
| 0000.10.03 | 大井   | 東京盃                | JpnII    | ダ1200m（重） | 16    | 6     | 11    | 001.80（1人）   | 02着 | R1:11.4（36.8）   | -0.1 | 0武豊     | 54        | リミットレスビッド     | 519         |
| 0000.10.31 | 大井   | JBCスプリント         | JpnI     | ダ1200m（良） | 16    | 8     | 15    | 002.30（1人）   | 08着 | R1:11.7（36.8）   | -0.7 | 0武豊     | 55        | フジノウェーブ         | 505         |
| 0000.12.05 | 船橋   | クイーン賞            | JpnIII   | ダ1800m（稍） | 14    | 3     | 4     | 002.50（1人）   | 02着 | R1:52.4（39.3）   | -0.8 | 0武豊     | 57.5      | ホワイトメロディー     | 508         |
| 0000.12.26 | 園田   | 兵庫ゴールドT         | JpnIII   | ダ1400m（稍） | 11    | 3     | 3     | 002.50（1人）   | 03着 | R1:26.4（37.7）   | -0.1 | 0武豊     | 57        | リミットレスビッド     | 513         |
| 2008.02.04 | 東京   | 根岸S                 | GIII     | ダ1400m（不） | 16    | 8     | 15    | 018.40（8人）   | 06着 | R1:23.2（36.8）   | -0.5 | 0武豊     | 55        | ワイルドワンダー       | 518         |
| 0000.02.24 | 東京   | フェブラリーS         | GI       | ダ1600m（良） | 16    | 3     | 6     | 073.3（12人）   | 11着 | R1:37.5（38.2）   | -2.2 | 0福永祐一 | 55        | ヴァーミリアン         | 518         |
| 0000.04.02 | 船橋   | マリーンC             | JpnIII   | ダ1600m（稍） | 14    | 7     | 12    | 001.50（1人）   | 01着 | R1:39.2（38.9）   | -0.3 | 0武豊     | 56        | （ラピッドオレンジ）   | 511         |
| 0000.05.06 | 名古屋 | かきつばた記念        | JpnIII   | ダ1400m（良） | 12    | 7     | 10    | 001.90（1人）   | 03着 | R1:27.5（37.7）   | -0.4 | 0武豊     | 55        | コンゴウリキシオー     | 513         |
| 0000.05.28 | 浦和   | さきたま杯            | JpnIII   | ダ1400m（良） | 12    | 7     | 10    | 004.40（3人）   | 02着 | R1:26.2（37.1）   | -0.3 | 0武豊     | 55        | リミットレスビッド     | 509         |
| 0000.07.16 | 川崎   | スパーキングレディーC | JpnIII   | ダ1600m（良） | 14    | 4     | 5     | 001.40（1人）   | 02着 | R1:40.0（38.4）   | -0.8 | 0武豊     | 56        | トーセンジョウオー     | 511         |
| 0000.08.18 | 水沢   | クラスターC           | JpnIII   | ダ1400m（稍） | 11    | 1     | 1     | 004.50（3人）   | 07着 | R1:25.70000000    | -1.4 | 0武幸四郎 | 55        | プライドキム           | 515         |
| 0000.10.13 | 盛岡   | マイルCS南部杯        | JpnI     | ダ1600m（良） | 14    | 4     | 6     | 013.80（4人）   | 02着 | R1:37.60000000    | -0.3 | 0武豊     | 55        | ブルーコンコルド       | 522         |
| 0000.11.03 | 園田   | JBCスプリント         | JpnI     | ダ1400m（良） | 12    | 2     | 2     | 017.50（5人）   | 05着 | R1:26.7（37.2）   | -1.1 | 0武豊     | 55        | バンブーエール         | 517         |
| 0000.12.07 | 阪神   | ジャパンCダート       | GI       | ダ1800m（良） | 15    | 2     | 4     | 103.3（15人）   | 14着 | R1:54.5（41.3）   | -5.3 | 0福永祐一 | 55        | カネヒキリ             | 520         |
| 0000.12.25 | 園田   | 兵庫ゴールドT         | JpnIII   | ダ1400m（稍） | 12    | 7     | 10    | 023.10（5人）   | 05着 | R1:27.5（38.5）   | -1.0 | 0福永祐一 | 56        | スマートファルコン     | 518         |
| 2009.03.20 | 高知   | 黒船賞                | JpnIII   | ダ1400m（不） | 12    | 6     | 7     | 029.00（6人）   | 05着 | R1:29.10000000    | -1.7 | 0武豊     | 55        | トーセンブライト       | 506         |
| 0000.05.04 | 名古屋 | かきつばた記念        | JpnIII   | ダ1400m（良） | 12    | 4     | 4     | 028.60（4人）   | 06着 | R1:28.6（39.7）   | -3.1 | 0武豊     | 55        | スマートファルコン     | 510         |
| 0000.06.10 | 船橋   | マリーンC             | JpnIII   | ダ1600m（良） | 14    | 7     | 12    | 009.70（4人）   | 01着 | R1:41.0（37.4）   | -0.5 | 0福永祐一 | 54        | （ストーリーテリング） | 507         |
| 0000.07.15 | 川崎   | スパーキングレディーC | JpnIII   | ダ1600m（良） | 12    | 7     | 11    | 004.20（2人）   | 03着 | R1:40.8（39.2）   | -1.1 | 0武豊     | 56        | ラヴェリータ           | 510         |
| 0000.08.14 | 盛岡   | クラスターC           | JpnIII   | ダ1200m（良） | 12    | 1     | 1     | 008.30（3人）   | 03着 | R1:10.30000000    | -0.3 | 0武豊     | 55        | バンブーエール         | 511         |
| 0000.09.30 | 大井   | 東京盃                | JpnII    | ダ1200m（不） | 16    | 4     | 7     | 017.20（5人）   | 09着 | R1:13.9（39.0）   | -2.6 | 0武豊     | 54        | バンブーエール         | 509         |
| 0000.10.12 | 盛岡   | マイルCS南部杯        | JpnI     | ダ1600m（良） | 15    | 7     | 12    | 050.10（6人）   | 03着 | R1:36.50000000    | -1.1 | 0武豊     | 55        | エスポワールシチー     | 510         |
| 2010.05.26 | 浦和   | さきたま杯            | JpnIII   | ダ1400m（稍） | 12    | 4     | 4     | 056.70（6人）   | 09着 | R1:29.2（40.4）   | -3.0 | 0福永祐一 | 55        | スマートファルコン     | 506         |
| 0000.07.07 | 川崎   | スパーキングレディーC | JpnIII   | ダ1600m（稍） | 14    | 2     | 2     | 025.50（5人）   | 11着 | R1:43.8（42.5）   | -3.8 | 0福永祐一 | 56        | ラヴェリータ           | 512         |
| 0000.08.16 | 盛岡   | クラスターC           | JpnIII   | ダ1200m（稍） | 11    | 6     | 7     | 042.30（5人）   | 03着 | R1:09.8（35.4）   | -0.9 | 0福永祐一 | 55        | サマーウインド         | 510         |
| 0000.10.11 | 盛岡   | マイルCS南部杯        | JpnI     | ダ1600m（稍） | 12    | 2     | 2     | 111.30（6人）   | 04着 | R1:35.8（35.5）   | -1.0 | 0幸英明   | 55        | オーロマイスター       | 509         |
| 0000.11.03 | 船橋   | JBCスプリント         | JpnI     | ダ1000m（良） | 14    | 4     | 5     | 055.40（7人）   | 10着 | R1:00.3（36.7）   | -2.7 | 0武豊     | 55        | サマーウインド         | 507         |
| 0000.12.08 | 船橋   | クイーン賞            | JpnIII   | ダ1800m（重） | 14    | 6     | 9     | 035.00（5人）   | 07着 | R1:55.0（40.9）   | -2.5 | 0福永祐一 | 56        | ミラクルレジェンド     | 506         |
| 0000.12.28 | 園田   | 兵庫ゴールドT         | JpnIII   | ダ1400m（良） | 12    | 5     | 5     | 036.40（8人）   | 05着 | R1:28.4（39.1）   | -1.5 | 0福永祐一 | 54        | トーセンブライト       | 512         |

## 繁殖成績
初年度の種付けはメイショウサムソンの予定だったが、メイショウボーラーに変更されて2012年3月15日に牝馬が誕生した。次年度にはメイショウサムソンを種付けし、こちらも牝馬が誕生。その後、エンパイアメーカー、サウスヴィグラスとの間に産駒が誕生したが2016年度のハーツクライとの仔は受胎せず、翌年度はキズナと交配され2017年3月20日に出産したが、メイショウバトラー自身は翌日の3月21日に急死した。17歳没。出産が原因であったことが、ライターの小島友実のブログによって明かされている。
|       | 馬名               | 生年   | 性 | 毛色   | 父                 | 馬主     | 厩舎                           | 戦績                  |
| ----- | ------------------ | ------ | -- | ------ | ------------------ | -------- | ------------------------------ | --------------------- |
| 初仔  | メイショウタラチネ | 2012年 | 牝 | 黒鹿毛 | メイショウボーラー | 松本好雄 | 栗東・高橋義忠                 | 37戦3勝（引退・繁殖） |
| 2番仔 | メイショウカイヒメ | 2013年 | 牝 | 鹿毛   | メイショウサムソン | 松本好雄 | 栗東・高橋義忠                 | 4戦0勝（引退）        |
| 3番仔 | メイショウナンバー | 2014年 | 牝 | 鹿毛   | エンパイアメーカー | 松本好雄 | 栗東・高橋義忠 →西脇・橋本忠明 | 6戦0勝（引退）        |
| 4番仔 | メイショウオンタケ | 2015年 | 牡 | 栗毛   | サウスヴィグラス   | 松本好雄 | 栗東・高橋義忠 →西脇・橋本忠明 | 22戦2勝（引退）       |

## エピソード
- 2004年の小倉記念では2着に敗れたものの同馬主のメイショウカイドウが勝利し、また2006年のサマーチャンピオンではやはり同馬主のメイショウボーラーを2着に退け勝利し、松本好雄オーナー所有馬による1-2フィニッシュを達成。
- プロキオンステークスで勝利した日に福島競馬場で行われた七夕賞でも、松本好雄オーナーの所有馬であるメイショウカイドウが勝利し、松本好雄オーナーは東西ダブル重賞制覇を成し遂げた。ちなみに福島での表彰式には息子の松本好隆が参加した。
- 夏の暑さに非常に強く、同厩舎のサンレイジャスパーとともに「夏女」として知られている。7〜8月の盛夏に出走したレースでは、15戦6勝、2着3回、3着4回の成績を残した。
- 2010年に10歳となっても現役を続けたのは管理調教師である高橋成忠の意向による（本人は「わがまま」と述べている[5]）。
- 2003年の西海賞でエミネントシチーに先着、後に2009年のマイルチャンピオンシップ南部杯でその初仔であるエスポワールシチーに敗れるという、世代交代の早い競走馬としては珍しい、母子2代との対戦経験を持つ。

## 血統表
| メイショウバトラーの血統（ネヴァーベンド系 / Northern Dancer 5×4=9.38%） | メイショウバトラーの血統（ネヴァーベンド系 / Northern Dancer 5×4=9.38%） | メイショウバトラーの血統（ネヴァーベンド系 / Northern Dancer 5×4=9.38%） | （血統表の出典）   | （血統表の出典） |
| 父 メイショウホムラ 1988 鹿毛                                            | 父の父* ブレイヴェストローマン Bravest Roman 1972 鹿毛                   | Never Bend                                                               | Nasrullah          | Nasrullah        |
| 父 メイショウホムラ 1988 鹿毛                                            | 父の父* ブレイヴェストローマン Bravest Roman 1972 鹿毛                   | Never Bend                                                               | Lalun              |                  |
| 父 メイショウホムラ 1988 鹿毛                                            | 父の父* ブレイヴェストローマン Bravest Roman 1972 鹿毛                   | Roman Song                                                               | Roman              | Roman            |
| 父 メイショウホムラ 1988 鹿毛                                            | 父の父* ブレイヴェストローマン Bravest Roman 1972 鹿毛                   | Roman Song                                                               | Quiz Song          |                  |
| 父 メイショウホムラ 1988 鹿毛                                            | 父の母メイショウスキー 1981 鹿毛                                         | マルゼンスキー                                                           | Nijinsky II        | Nijinsky II      |
| 父 メイショウホムラ 1988 鹿毛                                            | 父の母メイショウスキー 1981 鹿毛                                         | マルゼンスキー                                                           | * シル             |                  |
| 父 メイショウホムラ 1988 鹿毛                                            | 父の母メイショウスキー 1981 鹿毛                                         | * フェアリーテイル                                                       | Sicambre           | Sicambre         |
| 父 メイショウホムラ 1988 鹿毛                                            | 父の母メイショウスキー 1981 鹿毛                                         | * フェアリーテイル                                                       | Fee Royale         |                  |
| 母 メイショウハゴロモ 1993 鹿毛                                          | 母の父ダイナガリバー 1983 鹿毛                                           | * ノーザンテースト                                                       | Northern Dancer    | Northern Dancer  |
| 母 メイショウハゴロモ 1993 鹿毛                                          | 母の父ダイナガリバー 1983 鹿毛                                           | * ノーザンテースト                                                       | Lady Victoria      |                  |
| 母 メイショウハゴロモ 1993 鹿毛                                          | 母の父ダイナガリバー 1983 鹿毛                                           | ユアースポート                                                           | * バウンティアス   | * バウンティアス |
| 母 メイショウハゴロモ 1993 鹿毛                                          | 母の父ダイナガリバー 1983 鹿毛                                           | ユアースポート                                                           | ファインサラ       |                  |
| 母 メイショウハゴロモ 1993 鹿毛                                          | 母の母メイショウエンゼル 1984 黒鹿毛                                     | * テュデナム                                                             | Tudor Melody       | Tudor Melody     |
| 母 メイショウハゴロモ 1993 鹿毛                                          | 母の母メイショウエンゼル 1984 黒鹿毛                                     | * テュデナム                                                             | Heath Rose         |                  |
| 母 メイショウハゴロモ 1993 鹿毛                                          | 母の母メイショウエンゼル 1984 黒鹿毛                                     | グリンホースメン                                                         | * パーシア         | * パーシア       |
| 母 メイショウハゴロモ 1993 鹿毛                                          | 母の母メイショウエンゼル 1984 黒鹿毛                                     | グリンホースメン                                                         | ハイポンド F-No.12 |                  |

父メイショウホムラ、母メイショウハゴロモ、祖母（父の母）メイショウスキー、祖母（母の母）メイショウエンゼルはすべて松本好雄オーナーの所有馬で、さらにすべての馬は高橋成忠厩舎にかつて所属していた。